# Chironia melampyrifolia
Chironia melampyrifolia är en gentianaväxtart som beskrevs av Jean-Baptiste de Lamarck. Chironia melampyrifolia ingår i släktet Chironia och familjen gentianaväxter. Inga underarter finns listade i Catalogue of Life.